# Едуард Кајнбергер
Едуард Кајнбергер је бивши аустријски фудбалски голман. Играо је за САК 1914, аматерски фудбалски клуб из Салцбурга. Био је голман и капитен Фудбалске репрезентације Аустрије, са којом је освојио сребрну медаљу на Летњим олимпијским играма 1936. у Берлину.

## Каријера
Еди Кајнбергер је заједно са својим млађим братом Карлом играо у САК 1914 у Салцбургу у покрајинској аматерској лиги. Његов клуб није могао играти у професионалном аустријском првенству, које је у том тренутку било организовано само за бечку област. У националну аматерску репрезентацију, коју је тренирао Енглез Џими Хоган био је први пут позван 1933, а дебитовао је у мечу против Мађарске. На Олимпијским играма 1936. у Берлину играо је све четири утакмице. Били су други, јер су у финалу изгубили од репрезентације Италије са 2:1. Године 1938. отишао је у Минхен 1860.. Играо је до своје 42. године.

## Успеси
- са клубом 3 пута друголасирани на Аматерском првенству Аустрије:1934, 1935, 1937.
- сребрна медаља на Летњим олимпијским играма 1936. у Берлину
- 8 пута играо за Фудбалску репрезентацију Аустрије у приоду од 1933 — 1937.